# Inio Asano
Inio Asano (japonsky 浅野 いにお, Asano Inio; * 22. září 1980 Išioka, Ibaraki) je japonský mangaka, který se proslavil především svou mangou Solanin. Podle mangy byl vytvořen celovečerní film, který měl v Japonsku premiéru v dubnu 2010. Hlavní roli ztvárnila Aoi Mijazaki.
Je znám pro své osobité a realistické příběhy, žánrově rozsáhlé od slice of life až po psychologické horory. V roce 2001 získal první cenu v soutěži pro mladé mangaky. V roce 2010 byl novinami Jomiuri šimbun označen jako „jeden z hlasů své generace.“
V roce 2018 se oženil s komiksovou umělkyní Akane Torikaiovou.

## Dílo
- Fucú no hi (普通の日) (2000)
- Socugjóšiki džigoku (卒業式地獄) (2000)
- Učú kara konniči wa (宇宙からコンニチハ) (19. dubna 2001)
- Subarašii sekai (素晴らしい世界) (19. ledna 2002 – 10. března 2004)
- Nidžigahara Holograph (japonsky 虹ヶ原ホログラフ, Nidžigahara horogurafu) (14. listopadu 2003 – 9. prosince 2005)
- Město světel (japonsky ひかりのまち, Hikari no mači) (19. dubna 2004 – 19. ledna 2005)
- Sekai no owari to joake mae (世界の終わりと夜明け前) (18. června 2005 – 1. září 2008)
- Solanin (japonsky ソラニン, Soranin) (30. června 2005 – 6. dubna 2006)
- Ojasumi Punpun (おやすみプンプン) (15. března 2007 – 2. listopadu 2013)
- Ozanari-kun (おざなり君) (19. května 2008 – 19. dubna 2011)
- Umibe no onnanoko (うみべの女の子) (7. července 2009 – 8. ledna 2013)
- Ctrl+T Asano Inio Works (japonsky Ctrl+T 浅野いにおWORKS, Kontoróru purasu tí Asano Inio wákusu) (27. března 2010 – 29. března 2010)
- Planet (japonsky プラネット, Puranetto) (19. července 2010)
- Toši no se (としのせ) (25. prosince 2012)
- Kinoko takenoko (きのこたけのこ) (27. prosince 2013)
- Dead Dead Demon's Dededede Destruction (japonsky デッドデッドデーモンズデデデデデストラクション, Deddo deddo démonzu dededededesutorakušon) (28. dubna 2014 – dosud)
- Bakemono reččan/Kinoko takenoko: Asano Inio tanpenšú (浅野いにお短編集　ばけものれっちゃん／きのこたけのこ) (6. února 2015)
- Júša tači (勇者たち) (6. března 2015 – dosud)
- Funwari otoko (ふんわり男) (7. března 2016)
- Sajonara Bye-Bye (japonsky さよならばいばい, Sajonara bai bai) (14. března 2016)
- Reiraku (零落) (10. března 2017 – 28. července 2017)
- Service Area (japonsky サービスエリア, Sábisueria) (14. března 2018)
- Tempest (japonsky TEMPEST, Tenpesuto) (10. srpna 2018)
- Moši mo Tókjó (もしも東京) (27. července 2020)